# إدوارد إل. ودروف
إدوارد إل. ودروف (بالإنجليزية: Edward L Woodruff)‏ هو مهندس معماري أمريكي، ولد في 8 أكتوبر 1851 في بوفالو في الولايات المتحدة، وتوفي في 1 أبريل 1943 في فلاشينغ ‏ في الولايات المتحدة.